# Podróż do kresu nocy
Podróż do kresu nocy (Voyage au bout de la nuit) – debiutancka powieść Louisa-Ferdinanda Céline'a, która ukazała się w roku 1932. Niedługo po wydaniu została zgłoszona do Nagrody Goncourtów. Otrzymała Nagrodę Renaudot stanowiącą odznaczenie jury dziennikarzy. Współcześnie określana jako jedna z najważniejszych powieści XX wieku.
Zaraz po wydaniu, książka spotkała się z żywą reakcją krytyki literackiej i czytelników. Z jednej strony szokowała immoralizmem, okrucieństwem i wulgarnością niektórych obrazów, z drugiej zaś inspirowała całkiem nową estetyką. Jak pisał sam Céline w liście do Edmunda Jaloux, z językiem jest tak jak z całą resztą: umiera przez cały czas, język musi umrzeć i nie można już czytać powieści w klasycznym języku. Stąd Podróż do kresu nocy zerwała z typową składnią języka francuskiego, wykorzystując zapis mowy potocznej z całą jej chaotycznością, specyfikę języka argot oraz różnego rodzaju kolokwializmy. Wszystko to sprawiło, że powieść Céline'a, nazwana przez Jerzego Stempowskiego powieścią bez estetyzmu, inspirowała całe grono pisarzy Beat Generation, tj. Jacka Kerouaca czy Charlesa Bukowskiego, silnie oddziałując również na powojenną literaturę polską. Była wychwalana przez Sartre'a i Simone de Beauvoir.
Powieść jest oparta na wątkach autobiograficznych. Początkowo główny bohater jest żołnierzem walczącym w czasie I wojny światowej, następnie przebywa w Afryce i powojennych Stanach Zjednoczonych, później zaś powraca do Francji, gdzie zostaje lekarzem. W ojczyźnie spotyka Robinsona, dawnego znajomego z frontu, z którym połączy go wspólne dążenie do tytułowego kresu nocy.
W swojej wymowie Podróż do kresu nocy stanowi przesycony pesymizmem bunt, wyraz egzystencjalnego niepokoju względem natury ludzkiej oraz społeczeństwa jak i krytykę wojny. Powieść określana bywa jako demaskacyjny „moralitet bez morału”. Jerzy Stempowski określił ją również jako powieść o samotności totalnej.